# Человек-паук (Ultimate Marvel)
Челове́к-пау́к (англ. Spider-Man), настоящее имя — Пи́тер Бе́нджамин Па́ркер (англ. Peter Benjamin Parker) — супергерой комиксов издательства Marvel Comics, представляющий собой альтернативную, молодую и современную версию Человека-паука Стэна Ли и Стива Дитко, который был создан в 1962 году.
Ultimate-версия Человека-паука создавалась для линейки Ultimate Marvel, альтернативной временной шкале, где все классические герои и злодеи Marvel подверглись переосмыслению. Ultimate Spider-Man стал первым компонентом импринта Ultimate, будучи созданным сценаристом Брайаном Майклом Бендисом и художником Марком Багли. Ключевое отличие данной версии заключалось в смерти Питера Паркера в 16-летнем возрасте и последующей замене на Майлза Моралеса, нового Человека-паука. После событий Secret Wars, Майлз, наряду со своими друзьями и родственниками, перенёсся в основную вселенную Marvel, в то время как Питер воскрес и продолжил быть основным супергероем своей реальности, известным как Ultimate Человек-паук.
Также Ultimate Человек-паук появлялся в играх, базирующихся на комиксах Ultimate Spider-Man и послужил источником вдохновения для других версий супергероя из различных мультсериалов и фильмов о Человеке-пауке. Персонаж был положительно принят общественностью и в некоторых моментах даже превзошёл свой оригинальный аналог.

## Создание образа
Ultimate Spider-Man стала первой серией, вышедшей в рамках импринта Ultimate Marvel. Издатель Билл Джемез намеревался перезапустить вселенную Marvel, считая, что история, начавшаяся более 40 лет назад, станет недоступной для молодых читателей. Человек-паук стал первым персонажем, чья история подверглась переосмыслению. Изначально редактор Джо Кесада был настроен скептически, поскольку предыдущая попытка возродить историю Человека-паука Spider-Man: Chapter One не увенчалась успехом.
Хотя история происхождения Человека-паука в Amazing Fantasy #15 занимала всего 15 страниц, история Бендиса заняла семь выпусков. Первоначально Багли опасался общеизвестно медленного развития сюжета Бендиса, назвав идею сценариста растянуть повествование «шокирующей». Сам Бендис решил уделять каждой истории по шесть выпусков.
Бендис назвал Ultimate Spider-Man #13, где Питер признаётся Мэри Джейн, что он — Человек-паук, своим любимым выпуском, метафорично сославшись в признании Питера на доверие Marvel к своей персоне. Говоря об исключительности Питера Парке Бендис отметил: «Одна из величайших гениальных особенностей Человека-паука заключается в том, что проблема Питера Паркера имеют место и в реальной жизни, некоторые из которых настолько просты, как у него нет достаточно денег, чтобы почистить свой костюм. На сегодняшний день, в нашей культуре присутствует дополнительный уровень реализма, и мы воспринимаем его как должное».
Разговоры о замене Питера Паркера на Майлза Моралеса начались во время публикации комикса-кроссовера Ultimatum в 2008—2009 годах, однако редакция решила повременить со смертью персонажа, поскольку концепция нового героя ещё не была готова. В 2011 году, Питер Паркер погиб в сражении с Гоблином, в сюжетной арке Death of Spider-Man, после чего в Ultimate Fallout #4 дебютировал Человек-паук афроамериканского происхождения.

## Биография вымышленного персонажа

### Ранняя жизнь и становление Человеком-пауком
Питер Паркер родился в семье учёного Ричарда Паркера и его жены Мэри Паркер. Отец Питера был учёным, который работал со Щ.И.Т.ом над воссозданием сыворотки суперсолдата. Ко всему прочему, он сотрудничал с Эдвордом Броком-старшим над созданием лекарства от рака, что вылилось в создании живого организма под названием «Веном». Паркеры и Броки погибли в автокатастрофе, в результате чего юный Питер остался на попечении своих дяди и тёти Бенджамина и Мэй Паркер. Девять лет спустя, Питер вырос исключительно одарённым подростком, имеющим большие познания в физике и химии. Тем не менее, он также пребывал в статусе изгоя и подвергался насмешкам со стороны других учеников, в частности Флэша Томпсона и Конга Харлана. Несмотря на это, у Питера был лучший друг Гарри Озборн и подруга детства Мэри Джейн Уотсон, живущая по соседству.
Во время школьной экскурсии в научной корпорации «Озкорп», Питера укусил генетически модифицированный Паук, в результате чего у него появились сверхчеловеческие способности. Поначалу он использовал их, чтобы дать отпор школьным задирам и построить карьеру в качестве борца реслинга, желая помочь дяде и тёти рассчитаться с возникшими по его вине финансовым обременением. В то же время, возникшие самоуверенность и гордыня осложнили их с дядей Беном отношения, однако последний попытался вразумить племянника, процитировав фразу отца юноши: «С большой силой приходит большая ответственность». Некоторое время спустя, Питер узнал, что в их дом ворвался грабитель, который застрелил дядю Бена. Одержимой местью молодой человек помчался на преступником и, выследив его, с удивлением обнаружил, что грабителем оказался мужчина, которого он раннее не остановил во время ограбления продуктового магазина. Виня себя в смерти дяди, Питер встал на путь супер-героя, используя своё прозвище из спортивной карьеры — «Человек-паук». В это же время глава «Озкорп» и отец его лучшего друга Гарри Норман поставил на себе эксперимент, в попытках приобрести аналогичные способности. Эксперимент вышел из-под контроля, в результате чего Озборн превратился в монстра, известного как «Гоблин». В своём чудовищном обличии Озборн убил свою жену, а затем напал на школу, где учился Питер, однако тому удалось остановить злодея, после чего он узнал от Гарри, что монстром был его отец.

### Союз с другими супергероями, смерть в семье иСага о клонах
Будучи супергероем, Человек-паук столкнулся с такими злодеями как: Шокер, Электро, Кингпин, Громилы, Доктор Осьминог и Крэйвен-охотник. Он устроился на работу в Daily Bugle в качестве вебдизайнера, в то время как его начальник Джей Джона Джеймсон пытался всячески очернить репутацию Человека-паука. Когда выяснилось, что Норман Озборн пережил их предыдущее сражение, Питер познакомился с Ником Фьюри, директором Щ.И.Т.а, который пообещал помочь Питеру в заключении Озборна а решётку, однако вместе с тем сообщил юноше, что когда тот станет совершеннолетним, Фьюри будет контролировать каждый его шаг, поскольку Питер является продуктом незаконного эксперимента. Затем Озборн попытался сбросить Мэри Джейн с моста Куинсборо, однако Питеру удалось вовремя спасти свою девушку и остановить Озборна. Их отношения с Мэри Джейн осложнились, когда в дом Питера и Мэй переехала их одноклассница Гвен Стейси, отца которого убил преступник, выдававший себя за Человека-паука. Переживая разрыв с Эм-Джей, Питер возобновил общение со своим потерянным другом детства, Эдди Броком-младший. От него он узнал, что их отцы разработали живой организм, который должен был исцелять людей от рака. В результате случайно взаимодействия с образцом, Питер получил чёрный костюм, однако вместе с ним возросла его жестокость, отчего он попытался избавиться от наследия их с Броком отцов. Эдди использовал хранившуюся у него часть эксперимента, превратившись в Венома, вместе с которым исчез по окончании развернувшегося с Питером сражения. Восстановив отношения с Мэри Джейн, Питер познакомился с Людьми Икс, а также вновь столкнулся с Кингпином. Когда Норман Озборн объединил усилия с Отто Октавиусом, Электро, Крэйвеном-охотником и Песочным человеком, он насильно завербовал Питера в их ряды, чтобы напасть на Белый дом. Несмотря на то, что супергерои Алтимейтс остановили Озборна и его приспешников, наблюдавший за этими событиями Гарри поклялся убить всех людей, причастных к заключению его отца. Разрушив очередной план Фиска, Человек-паук познакомился с загадочной Чёрной кошкой.
Некоторое время спустя, Гвен раскрыла тайну личности Питера, посчитав, что это он убил её отца. Тем не менее, узнав, что за смерть капитана Стейси был ответственен переодетый преступник, Гвен стала одной из немногих людей из числа близких Питера, кто знал о его супергеройской деятельности. Впоследствии девушка погибла от руки Карнажа, искусственного клона Человека-паука, созданного Куртом Коннорсом. Питер успел обменяться телами с Росомахой, подружиться с Джонни Штормом из Фантастической четвёрки и сразиться бок о бок с Доктором Стрэнджем-младшим, прежде чем расстаться с Мэри Джейн, которая едва не погибла во время сражения Человека-паука и превратившегося в Хобгоблина Гарри. По завершении войны банд Кингпина и Кувалды, Питер начал отношения с Китти Прайд, членом Людей Икс. В дальнейшем он вступил в конфронтацию с Серебряным Соболем, Стервятником и Дэдпулом, а также вместе с Морбиусом противостоял вампирам.
Однажды Питер столкнулся с преступником в костюме Скорпиона, под маской которого оказался как две капли воды похожий на него человек. В то время как Паркер отправился за помощью к Фантастической четвёрке, Мэри Джейн была похищена его обезображенным двойником. Вернувшись в старый дом Паркеров, Питер обнаружил Гвен Стейси, раннее погибшую от руки Карнажа, после чего был вынужден раскрыть свою тайну личности тёте Мэй. Вскоре появился отец Питера, также считавшийся погибшим и поведал сыну, почему ему приходилось долгое время скрываться. Той же ночью Ник Фьюри и Убийцы пауков атаковали дом Паркеров и вступили в бой с превратившейся в Карнажа Гвен, также оказавшейся клоном погибшей Стейси. Тётя Мэй получила сердечный приступ, но благодаря помощи Фантастической четвёрки была доставлена в больницу, а сам Питер, объединившись со своим женским клоном Джессикой Дрю проник в заброшенное здание «Озкорп», где его ожидали павший шестирукий клон, обезображенный клон и превращённая в Демогоблина Эм-Джей. Выяснилось, что за созданием клонов Паркера стоял Отто Октавиус. Вернувшийся «отец» Питера также был одним из них и вскоре скончался. Победив Октавиуса, Питер воссоединился с Мэри Джейн и возобновил с ней отношений, отклонив предложение Рида Ричардса избавить его от паучьих сил.
В дальнейшем Питер объединился с Доктором Стрэнджем-младшем, Сорвиголовой, Лунным рыцарем, Железным кулакам и Шан-Чи в противостоянии с Кингпином, которого им наконец удалось отправить за решётку. Также он стал свидетелем смерти своего лучшего друга Гарри, который бросил вызов своему отцу Норману Озборну в обличии Хобгоблина. Затем Питер помог своей однокласснице Лиз Аллан освоить свои новообретённые силы и остановил вернувшегося Венома, слившегося с симбиотом Карнажем.

### Ультиматуми смерть
Во время сюжетной линии Ultimatum Питер и близкие для него люди пережили Волну Ультиматума, вызванную Магнето. В то время как Нью-Йорк был затоплен, Человек-паук помогал спасать тонущих мирных жителей. Джеймсон был свидетелем подвигов супергероя, в результате чего переосмыслил своё отношение к нему и даже назвал «героем» в последующей публикации. Объединив усилия с Халком, Человек-Паук нашёл тело Сорвиголовы, ставшего одной из жертв Волны Ультиматума. Прибыв к руинам Санктум Санкторум, Человек-Паук и Халк обнаружили открытую трещину, из которой Дормамму и другие демоны вырвались в тот момент, когда Доктор Стрэндж-младший был одержим Кошмаром. Когда Халк устроил взрыв во время боя, Человек-Паук оказался погребён под обломками. После смерти Магнето Алтимейтс нашли Человека-паука без сознания во время поиска выживших.
Поскольку у Человека-паука больше не было проблем с полицией после инцидента с Волной Ультиматума, Питеру Паркеру пришлось устроиться на временную работу в «Burger Frog», поскольку Daily Bugle был временно закрыт во время инцидента с Волной Ультиматума. За это время он расстался с Мэри Джейн и недолгое время встречался с клоном Гвен. Также в доме Паркеров поселились Джонни Шторм из Фантастической четвёрки и Бобби Дрейк, чьи команды распались после Ультиматума. Вместе с ними и Китти Прайд им удалось раскрыть близнецов Хамелеонов. Некоторое время Питер тренировался с Алтимейтс, в частности с Железным человеком и Капитаном Америкой, а также помог Чёрной кошке сорвать планы Мистерио.
В день своего 16-летия Питер вновь сошёлся с Мэри Джейн, а также узнал от Джеймсона, что тот оплатит его обучение в колледже, в благодарность за спасение своей жизни. В это же время, Норман Озборн сбежал из тюрьмы вместе с Электро, Крэйвеном-охотником, Песочным человеком и Стервятником, намереваясь убить Питера. Во время раскола Алтимейтс, Человек-паук заслонил своим телом Капитана Америка, которого попытался застрелить Каратель, после чего, перевязав рану паутиной отправился домой, где столкнулся со своими злейшими врагами, которые быстро измотали его. Благодаря помощи Человека-факела, Человека-льда, Тёти Мэй и Мэри Джейн, Питер остался один на один с Озборном. Между ними завязалось сражение, по окончании которого они смертельно ранили друг друга. Питер умер на руках Мэри Джейн и тёти Мэй, перед смертью сообщив последний, что хоть ему и не удалось спасти дядю Бена, он смог защитить её.
Похороны Питера Паркера были организованы Тони Старком. Поскольку тайна его личности была раскрыта во время последней битвы с Озборном и его людьми, весь Нью-Йорк пришёл проститься с погибшим супергероем в Соборе Святого Патрика. Тор утверждал, что видел дух Питера в Вальхалле. Некоторое время спустя, в городе появился новый супергерой под маской Человека-паука, которым оказался афро-латиноамериканский мальчик по имени Майлз Моралес.

### Воскрешение
Годы спустя, при неизвестных обстоятельствах, Питер очнулся в заброшенной лаборатории и вернулся в Нью-Йорк, где воссоединился с Мэри Джейн. Чтобы выяснить, мёртв ли он на самом деле, они направились к его могиле и обнаружили, что кто-то выкопал его тело. Не желая волновать тётю Мэй, Питер отправился за своими вебшутерами к Майлзу Моралесу. Между ними возникла ссора относительно раскрытия правды тёти Мэй, после чего Паркер нокаутировал Моралеса и скрылся, забрав вебшутеры. После того, как также воскресший Гоблин устроил засаду на Майлза в Квинсе, Питер пришёл ему на помощь, облачившись в старый костюм. Вмешательство Питера удивило тех, кто был свидетелем его возвращения. Было обнаружено, что формула ОЗ, воздействию которой подверглись и Питер и Озборн, даровала им бессмертие. С поражением Гоблина, Питер ушёл в отставку в качестве Человека-паука и передал Майлзу свои веб-шутеры, а также благословил его как своего приемника. Попрощавшись с тётей Мэй и Гвен, Питер и Мэри Джейн покинули Нью-Йорк, чтобы раскрыть обстоятельства его воскрешения. После сюжетной линии Secret Wars вселенная Ultimate была восстановлена. Питер Паркер вернулся к роли Человека-паука, поскольку Майлз переместился в другую вселенную.

## Вне комиксов

### Телевидение
- По первоначальной задумке мультсериал «Человек-паук» 2003 года должен был являться адаптацией комикса Ultimate Spider-Man, однако, в конечном итоге он стал вольным продолжением картины «Человек-паук» 2002 года от режиссёра Сэма Рэйми[57].
- Мультсериал «Новые приключения Человека-паука» 2008 года заимствует некоторые элементы из комикса Ultimate Spider-Man: Питер Паркер и его друзья ходят в школу, в то время как сам Питер является другом детства Эдди Брока и подбирает симбиота в научной лаборатории[58].
- С 2012 по 2017 год на канале Disney XD транслировался мультсериал «Великий Человек-паук», в оригинале разделяющий общее названием с комиксом[59][60]. Также Питер Паркер имел схожую внешность с главным героем комикса Ultimate Marvel. В четырёхсерийном эпизоде «Паучья Вселенная» была представлена реальность, основанная на Ultimate-вселенной, в которой Питер Паркер также погиб в сражении в юном возрасте, а личность Человека-паука принял охваченный чувством вины Майлз Моралес[61].

### Кино
В экранизациях Columbia Pictures и Marvel Studios было несколько заимствований из Ultimate-вселенной:
- В фильме «Человек-паук» 2002 года Сэма Рэйми Питер Паркер и Гарри Озборн были школьными друзьями[16]. Генетически модифицированный паук укусил Питера во время школьной экскурсии. Питер не стал останавливать грабителя после того, как его обманули организаторы реслинга. Ко всему прочему, Зелёный гоблин попытался сбросить с моста Мэри Джейн Уотсон вместо Гвен Стейси.
- В фильме «Новый Человек-паук» 2012 года Марка Уэбба Питера кусает радиоактивный паук, созданный корпорацией «Озкорп». Некоторое время спустя, он сбегает из дома после ссоры со своим дядей Беном, когда тот заводит разговор о его отце. Он позволяет преступнику ограбить продуктовый магазин, а также ходит в одну школу с Гвен Стейси[62].
- В картине «Новый Человек-паук. Высокое напряжение» 2014, где Уэбб также выступил режиссёром, Питер прослушивает запись своего отца, который объясняет, почему им с матерью Питера пришлось покинуть его, когда тот был ребёнком. Дружба Питера с Гарри Озборном смоделирована по образцу дружбы Паркера и Эдди Брока-младшего, поскольку они были друзьями детства, которые не виделись долгое время, в то время как их отцы работали над одним проектом.
- «Человек-паук: Возвращение домой» 2017 года от режиссёра Джона Уоттса также адаптирует некоторые моменты из комиксов Ultimate. Питер и его тётя Мэй значительно моложе. Тони Старк / Железный Человек, личность которого также адаптирована из комиксов Ultimate, является наставником Питера, а также носит аналогичную броню из Ultimates. Аарон Дэвис занимается преступной деятельностью и упоминает своего племянника Майлза Моралеса. Лучший друг Питера Нед Лидс создан по образу лучшего друга Майлза, Ганке Ли[63].
- В сиквеле «Человек-паук: Вдали от дома» 2019 года Ник Фьюри берёт на себя роль наставника по отношению к Питеру, а одноклассница Питера Эм-Джей раскрывает его личность самостоятельно, однако Питер подтверждает её догадки, раскрыв свой секрет[64].

Ultimate Человек-паук в анимационном фильме «Человек-паук: Через вселенные» (2018).

- Версия, основанная на Ultimate-воплощении Человека-паука, появляется в анимационном фильме Sony Pictures «Человек-паук: Через вселенные» 2018 года, озвученная Крисом Пайном[65][66]. В отличие от комиксов, этот Питер блондин, дожил до 20 лет, женился на Мэри Джейн Уотсон и получал прибыль от товаров с Человеком-пауком, что позволило ему построить супергеройское логово со множеством гаджетов и костюмов[67]. Во время битвы с Зелёным Гоблином и Бродягой он отдаёт Майлзу Моралесу флешку, позволяющую отключить разработанное Кингпином устройство по перемещению в другие вселенные. Затем, Фиск добивает Питера, получившего ранения после сражения с Гоблином. После его смерти весь Нью-Йорк погружается в траур, в ходе которого Моралес вдохновляется примером Паркера и решает продолжить его дело. Ко всему прочему, поскольку фильм частично базируется на Spider-Men, в реальность Майлза попадает взрослый Паркер, который обнаруживает, что его аналог погиб, а также объединяется с Моралесом, который помогает ему вернуться домой[68].
- В фильме «Человек-паук: Нет пути домой» Питер на некоторое время объединяется с пятёркой злодеев из других вселенных, чтобы помочь им излечиться от их способностей. В комиксе Ultimate Six Человек-паук также некоторое время был неофициальным членом команды[69].

### Видеоигры
- Ultimate Человек-паук появляется на страницах буклета с инструкцией к игре Spider-Man 2: Enter Electro.
- Ultimate Человек-паук является главным героем игры Ultimate Spider-Man 2005 года, основанной на одноимённом комиксе[70] и являющейся альтернативной версией сюжета «Война симбиотов». Сценаристом игры выступил Брайан Майкл Бендис[71]. Паркера озвучил Шон Маркетт[72].
- Ultimate Человек-паук является главным героем игры Spider-Man: Battle for New York 2006 года, где его озвучил Джеймс Арнольд Тэйлор. Игра выступает приквелом к Ultimate Spider-Man 2005 года[73].
- Ultimate Человек-паук является игровым персонажем в Spider-Man: Toxic City, вышедшей для мобильных устройств.
- Джош Китон озвучил Ultimate Человека-паука в Spider-Man: Shattered Dimensions[74], где он выступает одним из 4 игровых персонажей[75][76]. В игре Мадам Паутина даёт ему костюм симбиота и использует свои телепатические способности, чтобы не допустить захвата его разума. Питер добывает обломки «Скрижали Порядка и Хаоса», победив Электро, Дэдпула и Карнажа из своей вселенной. Затем он вместе с тремя другими Людьми-пауками противостоит Мистерио.
- Эндрю Чайкин озвучил Ultimate Человека-паука в мобильной игре Ultimate Spider-Man: Total Mayhem[77][78].

### Аттракцион
Интерактивный аттракцион, основанный на классической и Ultimate вселенных Marvel, был построен на Ниагарском водопаде как часть «Города приключений суперегеров Marvel». В поездке гости помогают Человеку-пауку останавливать разных злодеев, стреляя в них из лазеров. Внешний вид Человека-паука основан на его Ultimate-версии.

## Критика
Современная версия Человека-паука Бендиса и Багли получила широкое признание со стороны фанатов и критиков вплоть до того, что многие сочли Ultimate-версию одной из лучших интерпретаций супергероя. Ultimate Человек-паук занял 6-е место по результатам опроса IGN о том, кто является «самым удивительным и невероятным Человеком-пауком из всех существующих».
Известия о замене погибшего Питера Паркера на афроамериканца в качестве нового Человека-паука вызвали неоднозначную реакцию фанатов персонажа, которые восприняли ход со стороны Marvel как пример политической корректности. Брайан Майкл Бендис, создавший обоих Людей-пауков из Ultimate-вселенной, прекрасно осознавал риски этого решения и реакцию общественности, понимая, что «никто не устал от Питера Паркера, никому не хочется ожидать большего от Питера Паркера, людям нравится [этот персонаж], понимаете? Кроме того, история Майлза Моралеса связана со смертью Питера Паркера. Из-за этого нам действительно могли плюнуть прямо в лицо. Все эти решения могли привести к неприятным последствиям, но мы исходили из нашей глубочайшей честности как сценаристов, что должны были пойти на это».